# Nucleàrids
Els nucleàrids (Nucleariida) són un ordre d'opistoconts ameboides amb pseudòpodes filosos, que viuen principalment en els sòls i l'aigua dolça. Superficialment semblen Vampyrellidae pel fet de tenir mitocondris amb crestes discoides.

## Classificació
Els nucleàrids són opistoconts, aquest grup inclou animals, fongs i diversos grups més petits. Alguns estudis situen els nucleariids com a grup germana dels fongs.

## Característiques
Els nucleariids normalment són petits d'una mida d'uns 50 μm.
- Nuclearia[2] i Micronuclearia.
- Els altres gèneres, Rabdiophrys, Pinaciophora, i Pompholyxophrys, són formes d'aigua dolça. Anteriorment s'incloïen en els heliozoa com els Rotosphaerida.

Segons un informe de 2009, Fonticula, seria un fong llefiscós i un opistocont més relacionat a Nuclearia que a un fong.